# Nascer da Terra

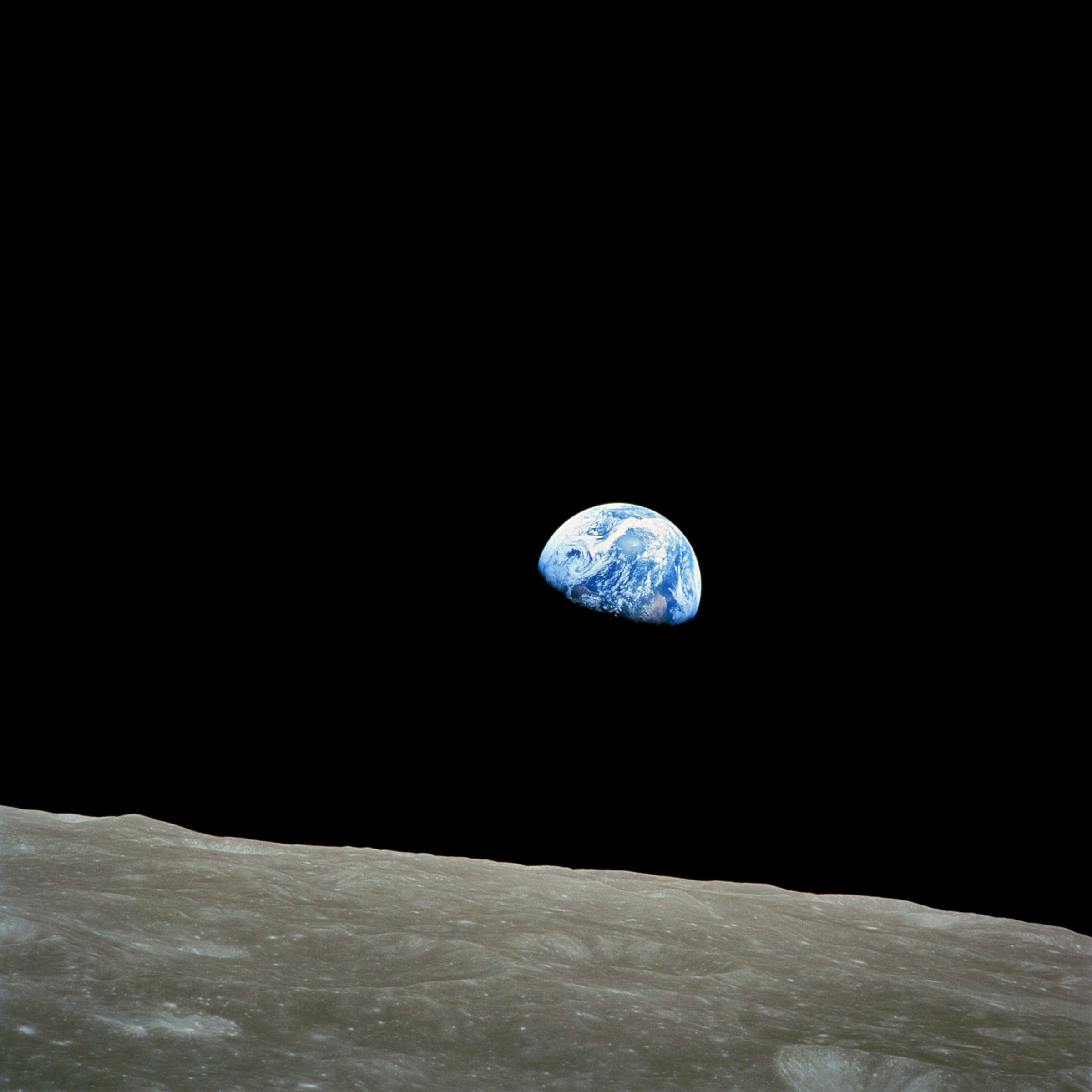
A fotografia do nascer da Terra

Nascer da Terra (em inglês, Earthrise; nome oficial: AS8-14-2383HR) é uma fotografia da NASA tirada por William Anders durante a missão Apollo 8 à Lua, em 24 de dezembro de 1968, com 75h49min de tempo de missão decorrido (cerca das 16h40min UTC). Nela, a Terra surge parcialmente na sombra, vendo-se em primeiro plano a superfície lunar, ao jeito de um nascer do sol. A Apollo 8 não alunou (pousou na Lua), a foto foi tomada desde a órbita lunar.
Galen Rowell disse desta imagem que ela era «a fotografia ambiental mais influente alguma vez tirada». Em 2003, a revista Life listou-a entre as 10 Fotografias que Mudaram o Mundo.

## Detalhes
Inicialmente, antes de Anders encontrar um filme colorido adequado de 70 mm, o comandante da missão Frank Borman disse que tirou uma foto em preto e branco da cena, com o terminador da Terra tocando o horizonte (AS08-13-2329). A posição da massa da Terra e os padrões de nuvens nessa imagem são os mesmos da fotografia Earthrise.

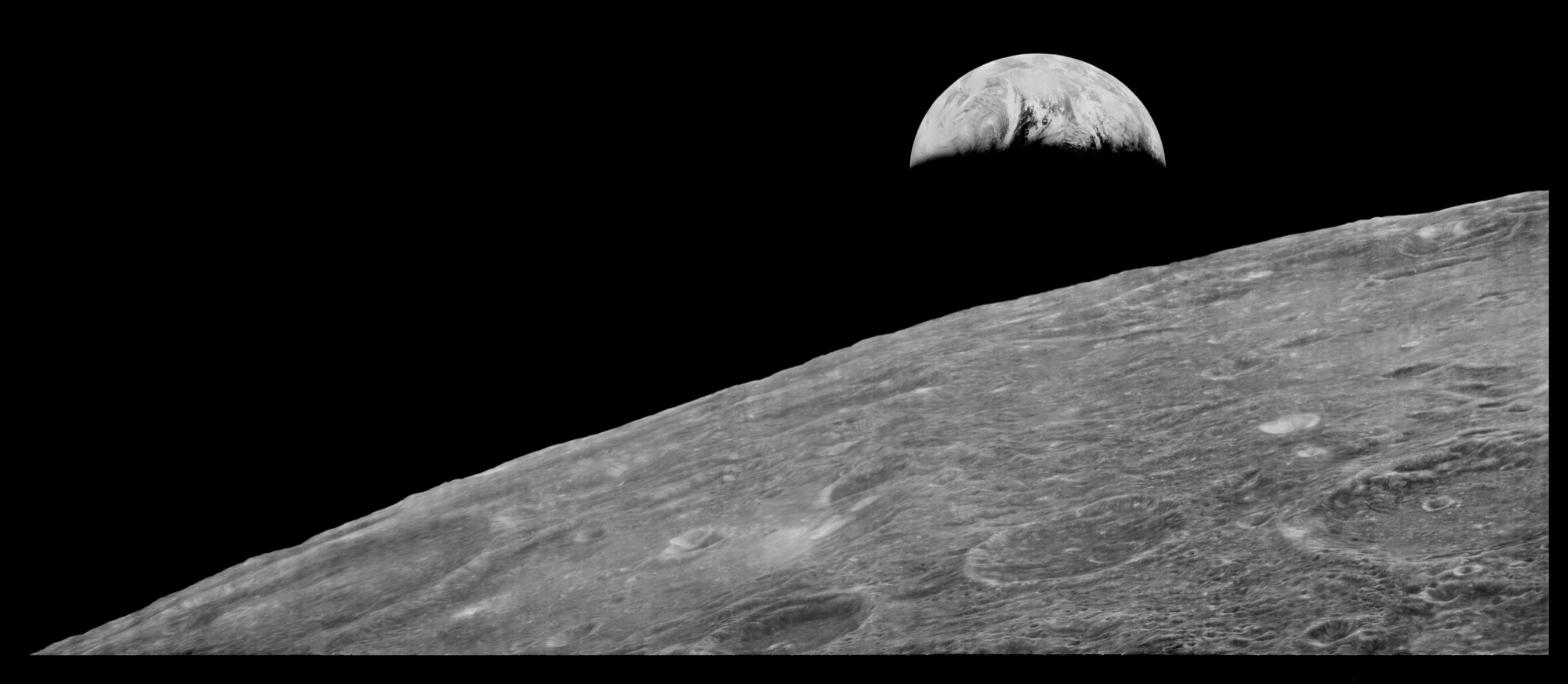
Fotografia de 1966 tirada por Lunar Orbiter 1, reprocessada por Lunar Orbiter Image Recovery Project, para comparação.

A fotografia foi tirada da órbita lunar em 24 de dezembro de 1968, 16h00 UTC, com uma Hasselblad 500 EL altamente modificada com acionamento elétrico. A câmera tinha um anel de mira simples em vez do visor reflex padrão e foi carregada com uma revista de filmes de 70 mm contendo um filme Ektachrome personalizado desenvolvido pela Kodak. Imediatamente antes, Anders fotografou a superfície lunar com uma lente de 250 mm; a lente foi subsequentemente usada para as imagens do nascer da Terra. Uma gravação de áudio do evento está disponível com transcrição: